# Edmund Stoiber
Edmund Rüdiger Stoiber (Oberaudorf, Alemanya, 28 de setembre de 1941) és un polític retirat alemany que va exercir de ministre-president de l'estat federat de Baviera (des de 1993 a 2007) i de líder de la CSU (des de 1998 a 2007). L'any 2002 va ser el candidat de la coalició CDU/CSU a les eleccions federals, però va ser derrotat pel ja president socialdemòcrata Gerhard Schröder.

## Biografia
Nascut a Oberaudorf, prop de Rosenheim, és advocat de professió. De 1978 a 1982/83 va ser secretari general de la CSU. Va participar en el govern bavarès entre 1982 i 1986 com a subsecretari d'Estat i de 1986 a 1988 com a ministre de l'Interior de l'estat, càrrec en què es va distingir per la seva lluita contra la inseguretat ciutadana emprant els poders de l'Estat. A més, ha advocat per condicions més restrictives per atorgar l'asil, que considera que té un tractament molt més liberal a Alemanya i la Unió Europea (UE) que en altres potències com els Estats Units o el Japó.
El 2002, va ser nomenat candidat a la cancelleria pel seu partit i el partit agermanat CDU. No obstant això, a les eleccions generals del 22 de setembre de 2002 no va assolir la majoria necessària, de manera que Stoiber va haver de renunciar a les seves aspiracions i la cancelleria es va mantenir en poder delsocialdemòcrata Gerhard Schröder.
Stoiber no va ser finalment el candidat a la cancelleria a les eleccions de 2005, ja que per a això es va nomenar la presidenta de la CDU, Angela Merkel, que va aconseguir el càrrec. Després de les eleccions, Stoiber va anunciar que formaria part del gabinet d'Angela Merkel com a ministre d'Economia. No obstant això, quan a Múnic ja s'estaven perfilant els possibles candidats per succeir-lo com a ministre-president del govern de Baviera, Stoiber es va retractar a l'últim moment i va decidir seguir en el seu càrrec anterior, una decisió que va provocar incomprensió i malestar en una bona part de les bases del seu partit.
A partir de desembre de 2006, es van multiplicar les censures contra Stoiber a causa d'un escàndol dins de la CSU, ja que es va publicar que un ajudant seu havia espiat a possibles crítics dins del partit, suposadament amb la intenció de recaptar dades personals que pogués utilitzar contra ells. Al setembre de 2007, Stoiber va dimitir de tots els seus càrrecs polítics, ja que la majoria de la cúpula de la CSU exigia la seva renúncia.
Durant els últims anys, Stoiber havia aconseguit certa fama pels seus lapsus linguae i balbucejos en fer discursos polítics, convertint-se repetidament en objecte de burla dels programes de sàtira política.